# Архипов Абрам Юхимович
Абра́м Юхи́мович Архи́пов (27 липня 1862 — †25 вересня 1930)  — російський живописець, народний художник РРФСР (1927); походив із селян Рязанської губернії фіно-угорського походження. Член прокомуністичної АХРР.

## Життєпис
Закінчив Московське училище живопису (1883), де 1892 став професором.
1884—1886 вчився в Академії мистецтв.
З 1889 — учасник виставок передвижників, з 1923 — чл. АХРР. В перших картинах А. глибоко й емоційно відтворював життя народу («По річці Оці», 1890; «Крига пройшла», 1895; «Поворотний», 1896, та ін.).
Ряд його картин має гострий викривальний характер («На етапах», 1893; «Поденщиці на чавуноливарному заводі», 1896; «Пралі», 1899 та 1901). У 1900—10-х рр. Архипов працював гол. чин. як пейзажист. У часи комуністичного режиму в Росії, Архипов малював яскраві портрети селян («Молодиця», 1919; «Селянка Рязанської губернії», 1926; «Хлопчик-пастух», 1928, та ін.).
Виконуючи ідеологічне замовлення, 1927 Архипов написав портрет М. І. Калініна.